# Stanisławów (Grodno)
Stanisławów – część miasta Grodno (od 1925 roku) na Białorusi.

## Historia
W latach 1921–1939 ówczesny folwark leżał w Polsce, w województwie białostockim, w powiecie grodzieńskim, w gminie Wiercieliszki.
Według Powszechnego Spisu Ludności z 1921 roku zamieszkiwało tu 368 osób, 334 było wyznania rzymskokatolickiego, 19 prawosławnego a 15 ewangelickiego. Jednocześnie 362 mieszkańców zadeklarowało polską przynależność narodową a 6 białoruską. Było tu 19 budynków mieszkalnych.
W wyniku napaści ZSRR na Polskę we wrześniu 1939 miejscowość znalazła się pod okupacją sowiecką. 4 grudnia 1939 włączona do nowo utworzonego obwodu białostockiego. Od czerwca 1941 roku pod okupacją niemiecką. 22 lipca 1941 r. włączona w skład okręgu białostockiego III Rzeszy. W 1944 miejscowość została ponownie zajęta przez wojska sowieckie i włączona do obwodu grodzieńskiego Białoruskiej SRR.
Od 1991 wchodzi w skład Białorusi.